# Balaciu, Ialomița
Balaciu este satul de reședință al comunei cu același nume din județul Ialomița, Muntenia, România.

## Istoric
Istorici români precum Vasile Pârvan susțin că ruinele antice din punctul Piscul Crasanilor, pe teritoriul satului, ar fi ale faimoasei cetăți Helis, capitala regelui dac Dromihete. 

## Obiective de interes
La Balaciu se află un monument intitulat „Mormântul celor fără de mormânt”, dedicat, în intenție, victimelor comunismului românesc cărora nu li se cunosc mormintele. Acesta se află la 3 km la dreapta de șoseaua București–Constanța înainte de intrarea în Slobozia, în plin Bărăgan.

Este de menționat că sintagma „mormântul celor fără de mormânt” este folosită și în relație cu „Monumentul Săpunului”, edificat cu rol comemorativ în Cimitirul Evreiesc din Sighetu Marmației . O criptă de aici, în care se află săpun luat de către evreii supraviețuitori de la Auschwitz, cinstește memoria evreilor exterminați în lagărele naziste de la Auschwitz și Dachau.

Monumentul de la Balaciu (Ialomița) este de forma unui platou circular cu diametrul de 20 m, pe marginea căruia se află amplasate scaune de priveghere. În mijlocul structurii din beton, se găsesc un sarcofag și o cruce de marmură. În jurul sarcofagului, într-o mică porțiune circulară a fost apus pământ din zone în care s-a murit în timpul unor bătălii din istoria României, din locații ale sistemului concentraționar comunist din România sau de la Majadahonda.
Conform revistei Buciumul, respectivul monument comemorativ a fost edificat la Balaciu în perioada 1992-1995 în cadrul primei tabăre legionare declarată ca fiind de muncă și de educație, de după 1940.
Inițiativa ridicării monumentului i-a aparținut ieromonahului Adrian Făgețeanu, fost deținut politic legionar, la edificarea sa contribuind și alți foști deținuți politici, precum și studenți membri ai Asociației Studenților Creștini Ortodocși din România. Obiectivul a fost proiectat de către arhitectul Anghel Marcu, iar activitatea de coordonare a ridicării sale a fost asigurată de arhitectul Niculae Goga.